# Lillesjön (Ullareds socken, Halland, 633992-131600)
Lillesjön är en sjö i Falkenbergs kommun i Halland och ingår i Ätrans huvudavrinningsområde.